# روسلین (داکوتای جنوبی)
روسلین(به انگلیسی: Roslyn) شهری در ایالت داکوتای جنوبی کشور ایالات متحده آمریکا است که جمعیت آن در سرشماری سال ۲۰۱۰ میلادی، ۱۸۳ نفر بوده‌است.